# 同和関係者
同和関係者（どうわかんけいしゃ）とは、同和対策事業の対象となる権利を有する人々のことである。国や自治体により行政用語として使用される語である。この点が明確な定義のない「部落民」という語とは異なる。

## 概要
同和対策事業は法律上、同和地区の住民を対象としたものであるが、多くの自治体では事実上、同和地区に現住しており、かつ過去の被差別身分との系譜関係があるとされている人を対象としており、そのことを指して「属地・属人」とも言う。したがって同和地区に居住する者であっても、同和地区として指定されていない「未指定地区」の居住者、明らかに同和地区外から移住した人、在日外国人などはこの概念には含まれない。
自治体の実務上は、隣保館や同和団体、地元自治会等に委託して、同和関係者が居住した世帯名簿が作成された。この世帯名簿は2002年に国の同和対策事業が終了した現在においては、破棄されるか、更新されていない状態となっていることもある。
しかし明治時代初期以前の身分は戸籍からは既に分からなくなっており、現在の戸籍の出生地は出生した病院等の住所が記されることが多いため、戸籍からは同和地区出身であることが判別できず、同和関係者を明確に定義することができない。そのため、就職支援や個人給付等の事業において同和関係者と認定する「権限」を同和団体が事実上持つ状態となり、同和行政が不透明化し、不正が起こる原因ともなった。